# Wolfskuil (Nijmegen)
Wolfskuil is een oude volkswijk in stadsdeel Oud-West van de gemeente Nijmegen. Op 1 januari 2023 telde de wijk 6.260 inwoners, verdeeld over 2.756 woningen, met een gemiddelde WOZ-waarde van € 350.000, op een oppervlakte van 0,76 km².
De wijk wordt begrensd door de Marialaan, de Molenweg, de Wolfkuilseweg en de Spoorlijn Tilburg - Nijmegen. De Rozenbuurt hoort statistisch bij Wolfskuil, maar is daarvan min of meer afgesneden door de Graafseweg. De openbare ruimte kenmerkt zich hier door een aantal grotere lanen en kleinere woonstraten en pleinen (onder andere Nieuw Nachtegaalplein). Deze lanen volgen de structuur van de oude veldwegen.

## Geschiedenis
Het gebied ten noordoosten van de Nieuwe Nonnendaalseweg is gebouwd in de jaren 10 en 20 van de twintigste eeuw. De wijk is eind jaren 40 en begin jaren 50 gerenoveerd. De oude huizen, die tussen de Eerste en de Tweede Wereldoorlog gebouwd werden, zijn vervangen door nieuwe huizen en appartementen. Maatstaf voor de omvang van de nieuwe wijk was die van de parochie, die maximaal 5.000 zielen telt.
In de volksmond wordt de wijk vaak 'de Kuul' genoemd, omdat deze buurt ten opzichte van de oude stuwwal (de Graafseweg) in een kuil ligt. 
In het hart van de Wolfskuil ligt Kinderboerderij Kobus. Tevens is op de Looimolenweg De Witte Molen te vinden. Dit is de oudste van de nog bestaande twee windmolens in Nijmegen en grenst aan het Florapark.

## Afbeeldingen

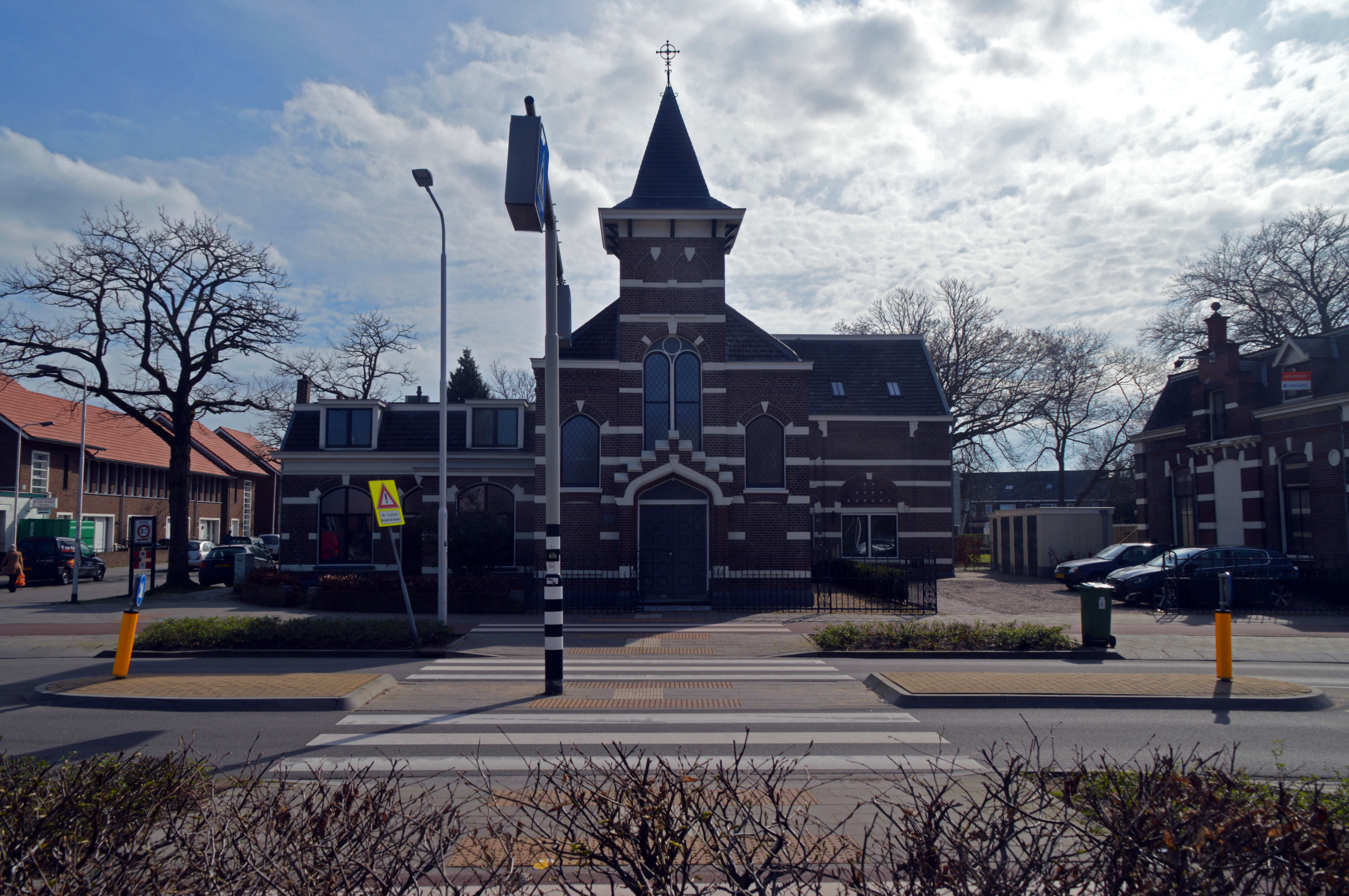
Voormalige Thomaskerk
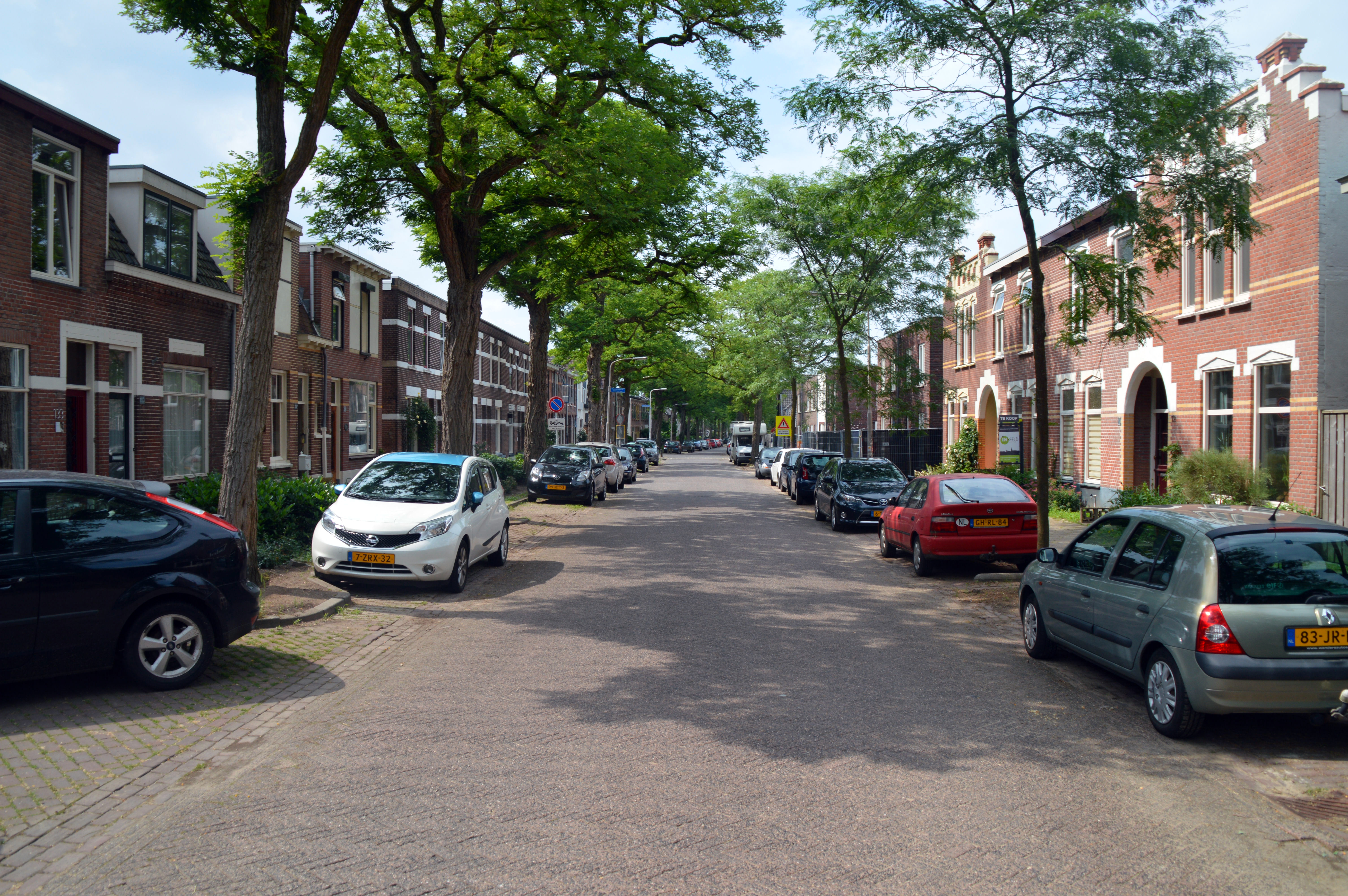
Nieuwe Nonnendaalseweg
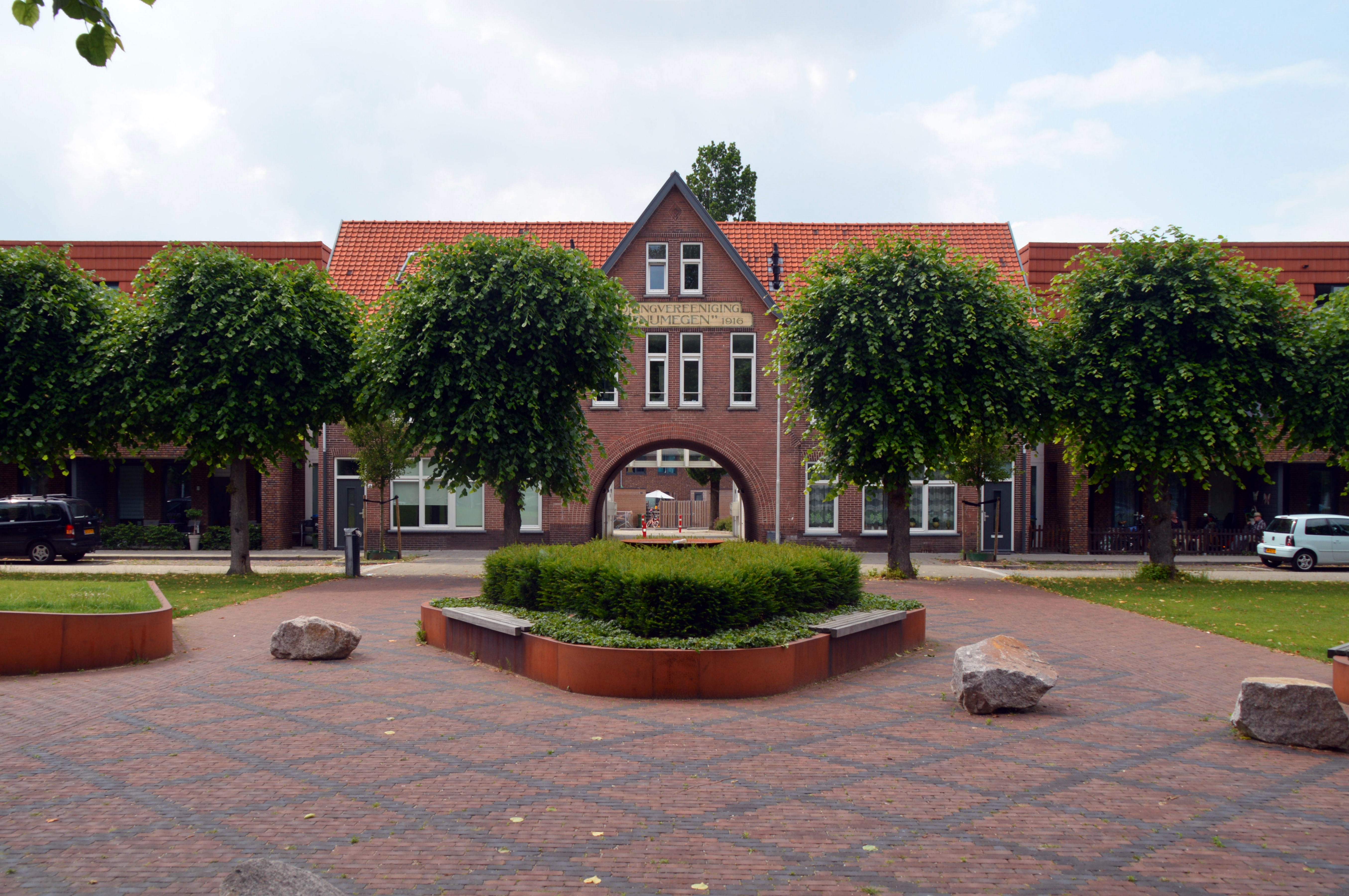
Nachtegaalplein
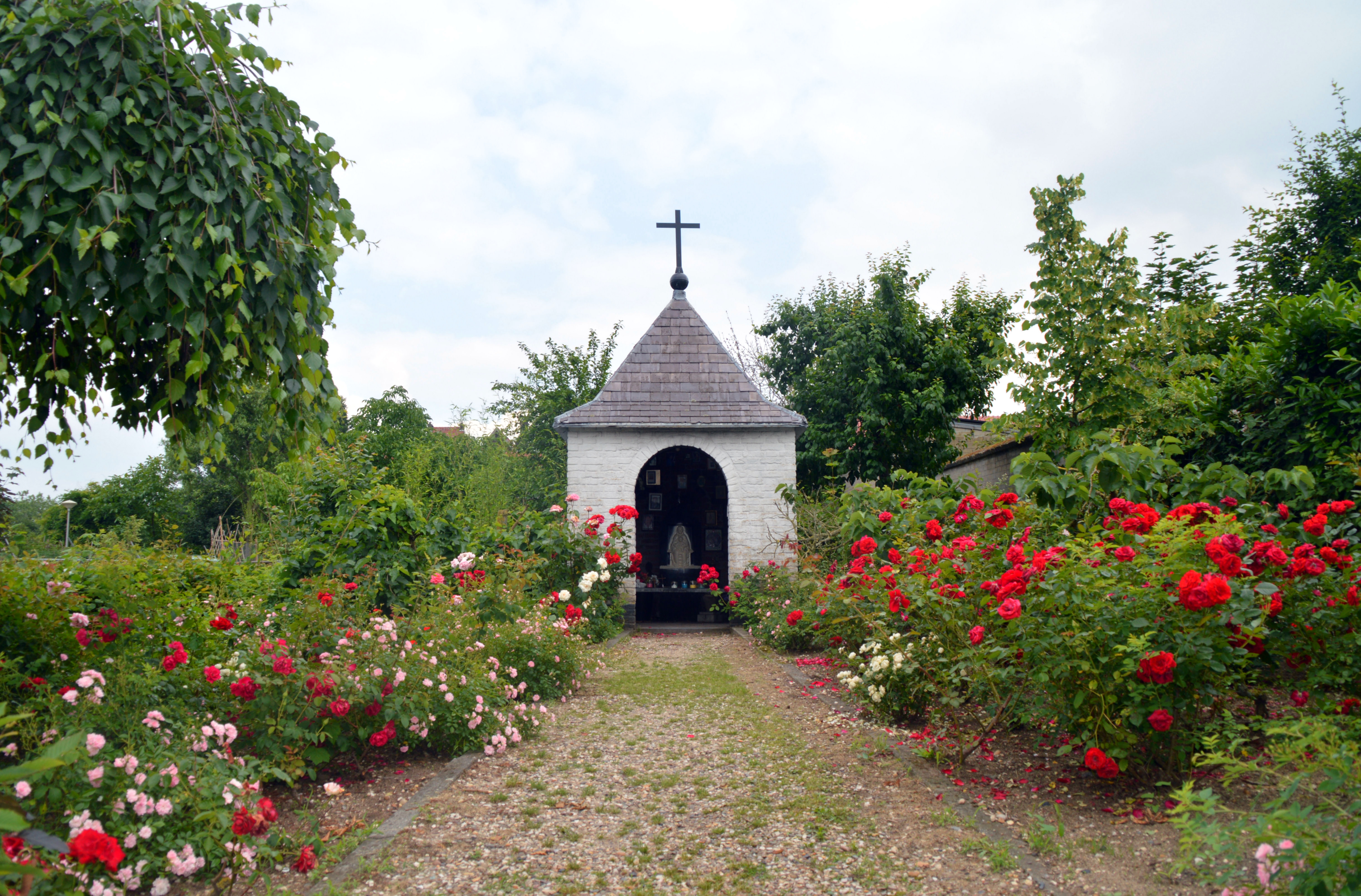
Mariakapel, met links moestuintjes (Florapark)
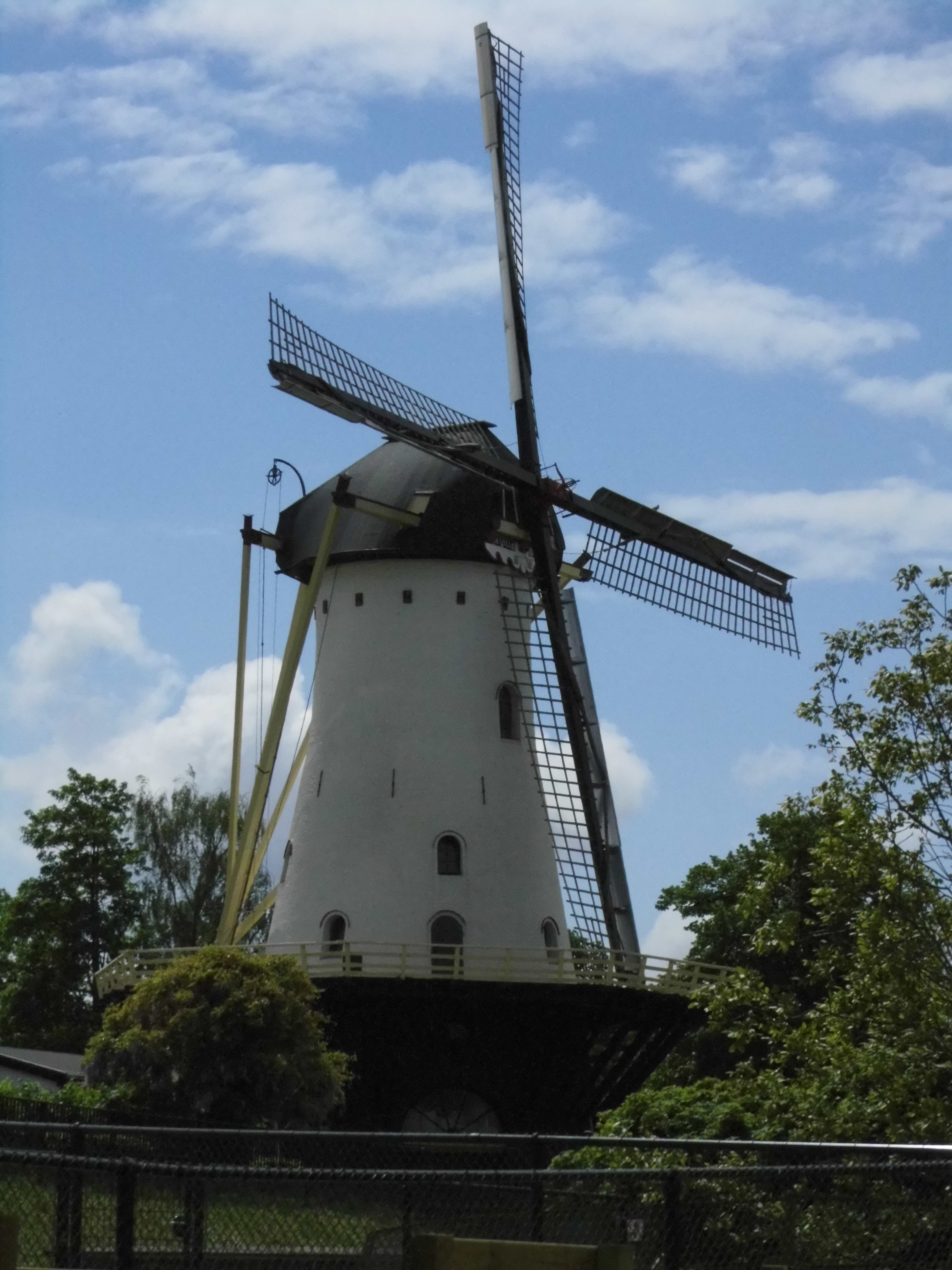
De Witte Molen (Wolfskuil)
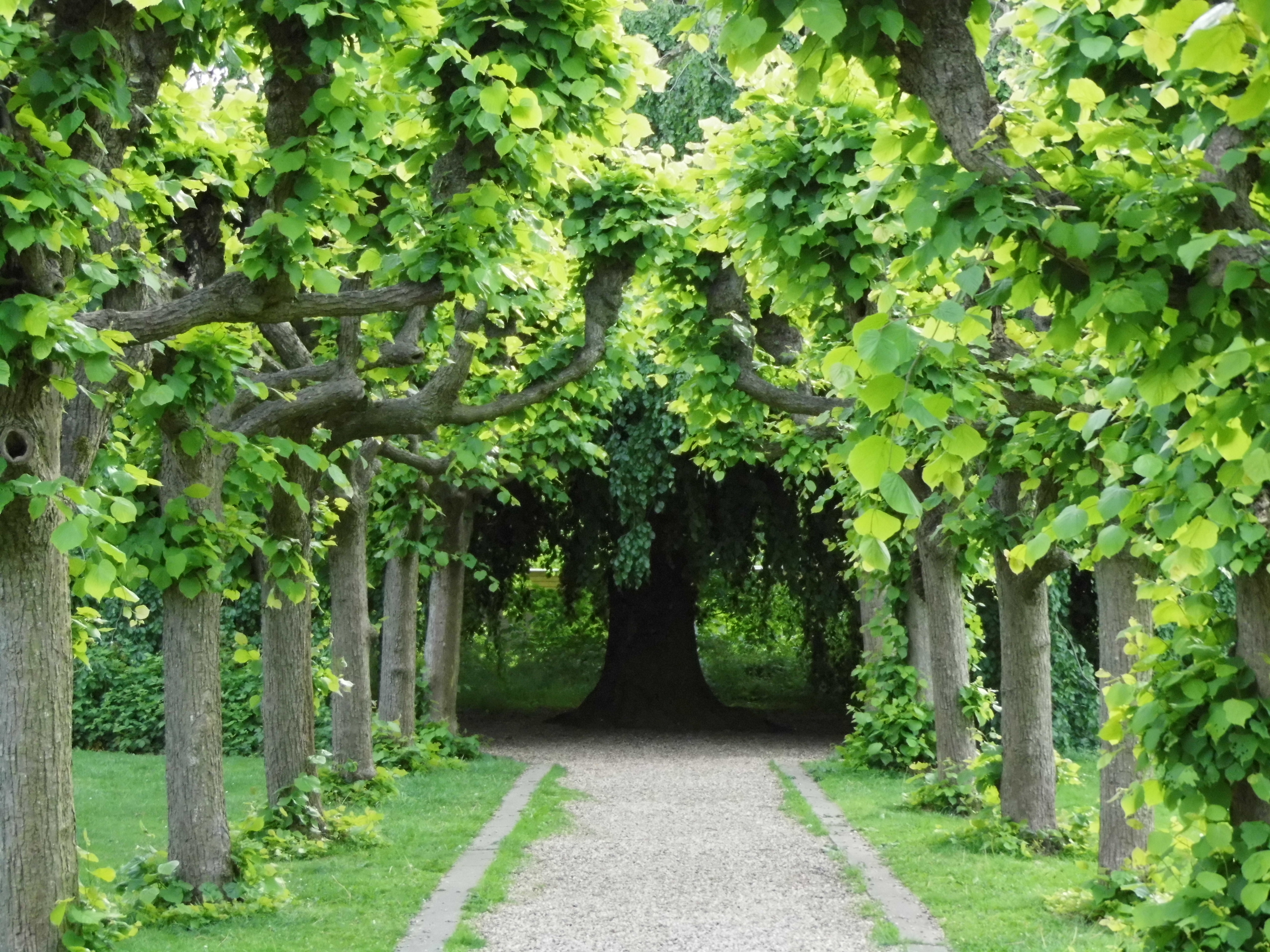
Floraparkpad
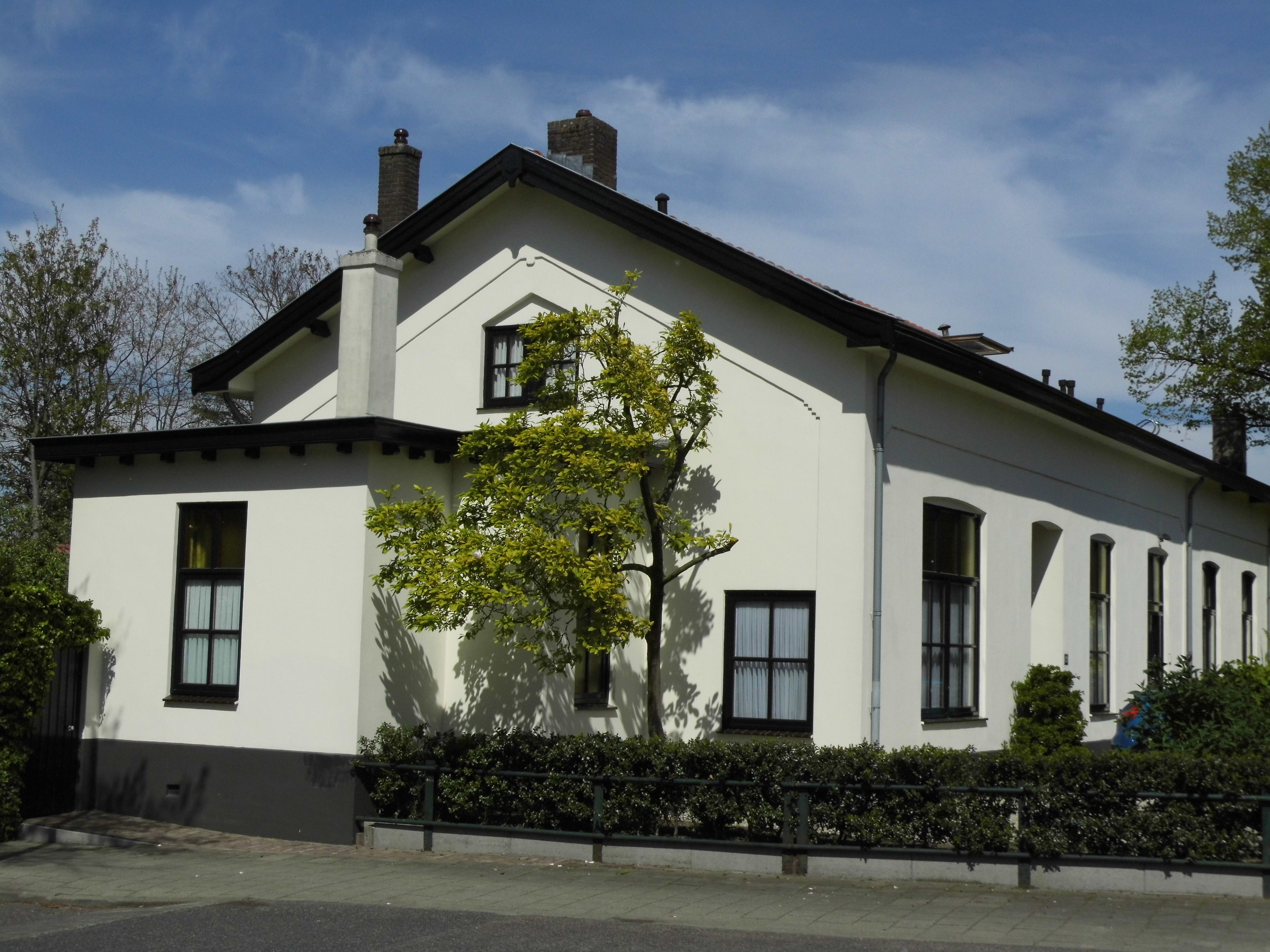
Graafseweg-Nieuwe Nonnendaalseweg
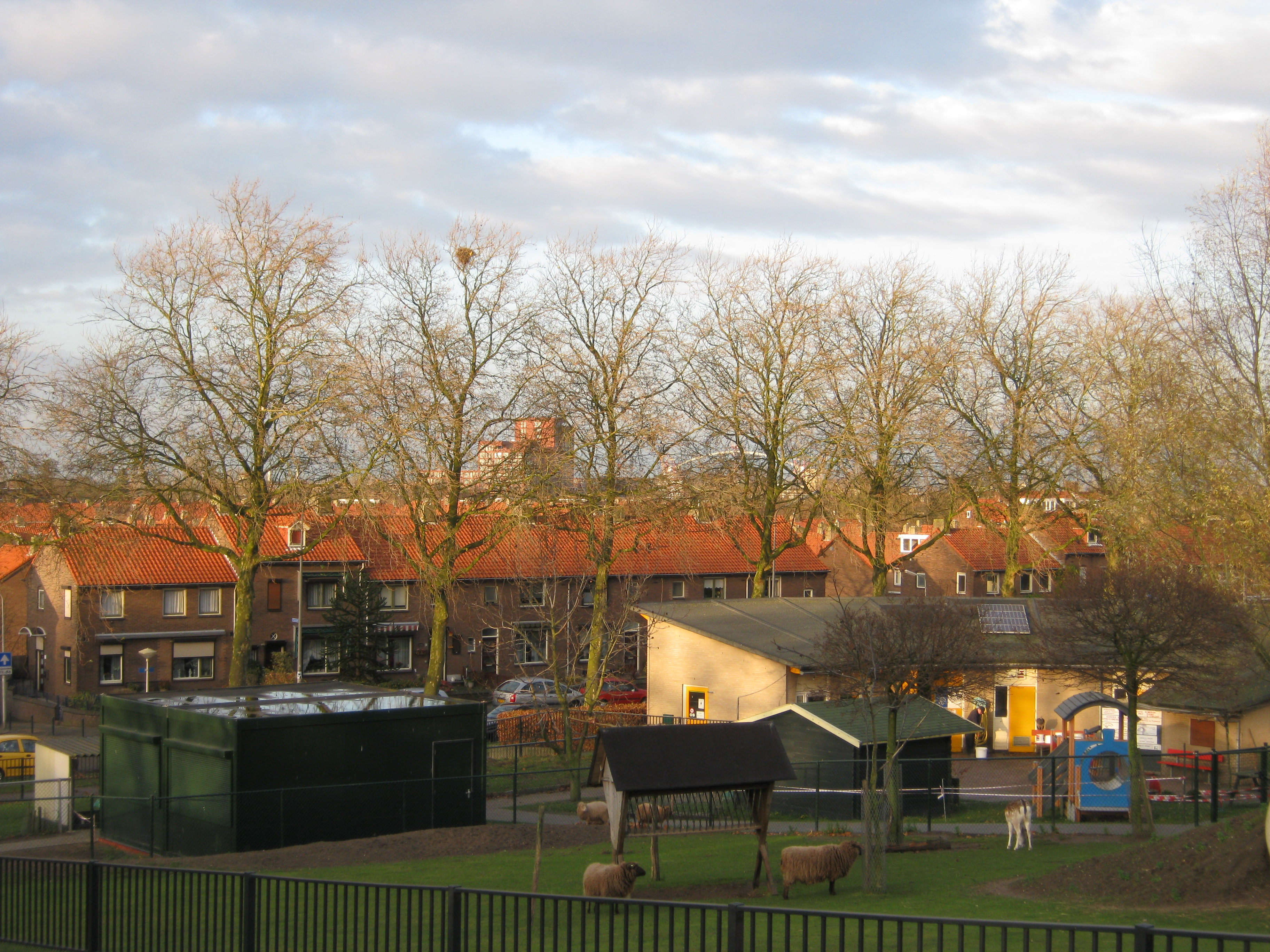
Kobus-Looimolenweg-Floraweg
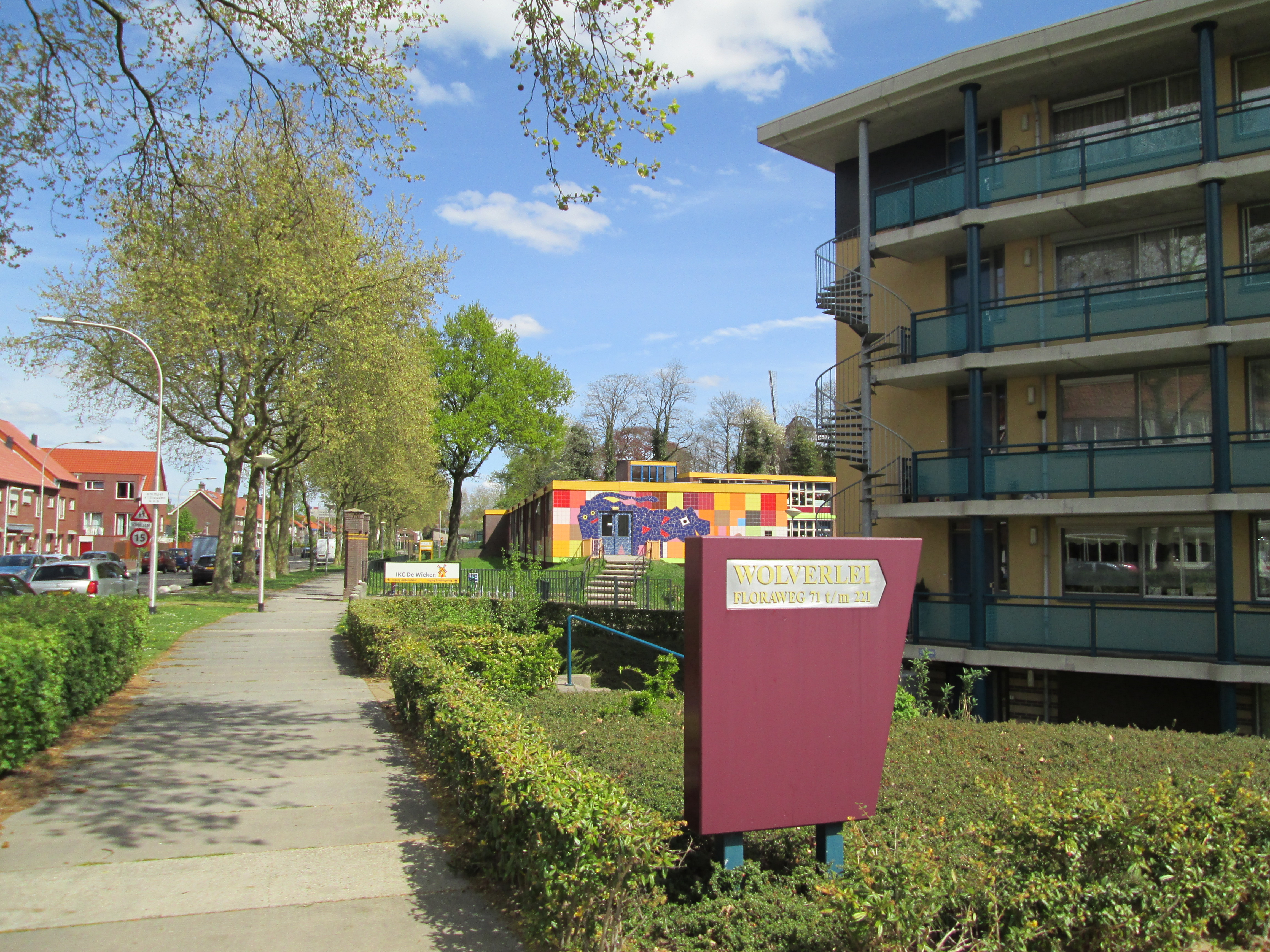
De oude Kuul